# Agustín Rossi
Agustín Daniel Rossi (ur. 21 sierpnia 1995 w Buenos Aires) – argentyński piłkarz pochodzenia włoskiego występujący na pozycji bramkarza, od 2023 roku zawodnik brazylijskiego Flamengo.